# Parafia Bożego Ciała w Warszawie
Parafia Bożego Ciała w Warszawie – parafia rzymskokatolicka należąca do dekanatu grochowskiego, diecezji warszawsko-praskiej, metropolii warszawskiej Kościoła katolickiego, w Warszawie. Obsługiwana przez księży diecezjalnych.
Parafia została erygowana w 1917. Obecny kościół parafialny Matki Boskiej Zwycięskiej został zbudowany w latach 1929–1931.

## Proboszczowie[1]
- ks. prałat Wacław Wyrzykowski (1917–1919)
- ks. kanonik Wincenty Trojanowski (1919–1928)
- ks. kanonik Franciszek Garncarek (1929–1933)
- ks. prałat Feliks de Vill (1933–1944)
- ks. kanonik prof. dr hab. Eugeniusz Dąbrowski (1944–1970)
- ks. biskup dr Zbigniew Józef Kraszewski (1970–1997)
- ks. prałat Zdzisław Gniazdowski (1997–2009)
- ks. prałat Zygmunt Podstawka (2009–2012)
- ks. prałat dr Mateusz Matuszewski (2012–2014)
- ks. Wacław Madej (2014–2023)
- ks. prałat dr Dariusz Szczepaniuk (od 2023)